# Stock Exchange of Thailand
Die Stock Exchange of Thailand (SET) ist die Börse Thailands mit Sitz in Bangkok.

## Geschichte
Die Wurzeln des modernen Kapitalmarktes in Thailand liegen in den frühen 1960er Jahren. Seit 1961 gibt es den sogenannten „National Economic and Social Development Plan“, der immer für jeweils fünf Jahre gilt. Mit dem ersten 5-Jahres Plan wurde beschlossen, das Wirtschaftswachstum aber auch den Lebensstandard im Königreich zu stärken. Im zweiten 5-Jahres Plan (1967–71) sah man erstmals die Notwendigkeit für einen geregelten Wertpapiermarkt, um an zusätzliches Kapital für die nationale Wirtschaftsentwicklung zu gelangen. Die Geschichte der thailändischen Börse kann man in zwei wesentliche Abschnitte gliedern: die Gründung der privat organisierten "Bangkok Stock Exchange (BSE)" und der erst später ins Leben gerufenen "Securities Exchange of Thailand (SET)".

### Bangkok Stock Exchange
Der Beginn des thailändischen Wertpapiermarktes geht zurück ins Jahr 1962, als eine private Gruppe die erste Börse in From einer limited partnership organisierte. 1963 wurde es eine limited company, und man änderte den Namen in "Bangkok Stock Exchange Co., Ltd." Leider war diese Börse weniger erfolgreich. Der jährliche Umsatz lag 1968 bei 160 Millionen Baht und bei 114 Millionen Baht im Jahr 1969. Der Umsatz fiel drastisch weiter auf 46 Millionen im Jahr 1970 und schließlich auf 28 Millionen Baht im Jahr 1971. Der Umsatz bei den Schuldscheinen lag 1972 zwar bei 87 Millionen Baht, die Börse entwickelte sich aber weiter sehr schlecht mit einem Tiefstumsatz von nur 26 Millionen Baht. Die BSE beendete schließlich ihre Tätigkeiten in den frühen 1970er Jahren. Das Scheitern der BSE ist allgemein anerkannt. Grund dafür waren die zu geringe Unterstützung seitens der Regierung und ein zu geringes Wertpapier-Knowhow der Anleger.

### Gründung der Stock Exchange of Thailand
Trotz des Scheiterns des BSE hielt man an der Notwendigkeit eines geregelten Wertpapiermarktes fest, wie es der zweite National Economic and Social Development Plan vorsah. 1969 bat die Regierung, nach Empfehlung der Weltbank, um die Unterstützung von Professor Sidney M. Robbins von der Columbia University, um ein Programm zur Entwicklung des thailändischen Kapitalmarktes zu erstellen. Professor Robbins war zuvor Chef-Wirtschafter bei der United States Securities and Exchange Commission. Im selben Jahr rief die Bank von Thailand eine Arbeitsgruppe zur Untersuchung der Kapitalmarktentwicklung ins Leben, welche auch mit der Gründung einer Börse betraut wurde. Ein Jahr später, 1970, legte Robbins seinen umfassenden Bericht "A Capital Market in Thailand" vor. Dieser Bericht wurde zum Masterplan für alle zukünftigen Entwicklungen des thailändischen Kapitalmarktes.
1972 ging die Regierung einen weiteren wichtigen Schritt mit der Änderung des "Announcement of the Executive Council No. 58 on the Control of Commercial Undertakings Affecting Public Safety and Welfare". Diese Änderungen erlaubten der Regierung mehr Kontrolle der Finanz- und Wertpapierfirmen, die bis dahin nahezu frei operieren konnten. Dadurch konnte im Mai 1974 das lang erwartete Gesetz zur Gründung der "Securities Exchange of Thailand" erlassen werden. Ende des Jahres erfolgte noch eine Überarbeitung der Finanzgesetze, welche das Investieren in den Kapitalmarkt vereinfachten. 1975 hatte man eine grundlegende gesetzliche Struktur und am 30. April 1975 begann die "Securities Exchange of Thailand" offiziell mit dem Handel. 
Am 1. Januar 1991 änderte man den Namen formal in "The Stock Exchange of Thailand (SET)".

## Struktur des Kapitalmarktes in Thailand
Der "Securities and Exchange Act (SEA)" von 1992 verlangte die Gründung der "Securities and Exchange Commission (SEC)" als Kontroll- und Regulierungsorgan des Wertpapierhandels und des gesamten Kapitalmarktes. Im Unterschied dazu ist die Bank von Thailand verantwortlich für den Geldmarkt. Die SEA sieht auch eine klare Trennung des Primary und Secondary Markets vor, um eine erfolgreiche Entwicklung zu ermöglichen. Sowohl Primary als auch Secondary Market werden von der SEC reguliert.

### Primary Market
Ein Unternehmen, das neue Wertpapiere an den Kapitalmarkt bringen will muss sich dafür an die SEC wenden. Bei dem Börsengang (Initial Public Offering (IPO)) kann es sich um neue Aktien (Primäraktien) oder um unabhängig von diesem Anlass bestehende Aktien (Altaktien bzw. Sekundäraktien) handeln. Bei Primäraktien geht der Nettoerlös an den Emittenten, bei Sekundäraktien an die verkaufenden Aktionäre. Nicht selten wird auch eine Mischung dieser Kategorien angeboten. Die SEC verschafft sich einen sorgfältigen Überblick über die finanzielle und geschäftliche Situation des Unternehmens. Erst dann ist eine Ausgabe der Wertpapiere an die Öffentlichkeit möglich.

### Secondary Market
Dem IPO folgend können die Wertpapiere im Secondary Market gehandelt werden, sofern das Unternehmen vorher dafür bei der SET angefragt hat und dies bewilligt wurde.
Der Markt für Aktien ist aufgeteilt in „Primary Market“ und „Secondary Market“ sowie den „Market for Alternative Investments“ (MAI). 

## Organisation
Neben der klassischen Stock Exchange of Thailand als Wertpapierbörse für Aktien, gibt es unter dem Dach der SET auch: 
- den Market for Alternative Investment für kleine und mittlere Unternehmen
- die Thailand Futures Exchange (welche mit der Agricultural Futures Exchange of Thailand fusionierte)
- die Bond Electronic Exchange (BEX) für Anleihen

## Indizes
An Indizes gibt es den Leitindex SET Index, SET50 und SET100.

## Mitgliedschaften
- Sie ist Mitglied in der World Federation of Exchanges.[1]
- Asian and Oceanian Stock Exchanges Federation
- Sustainable Stock Exchanges Initiative